# 戦場のガンマン
『戦場のガンマン』（せんじょうのガンマン、イタリア語: Cinque per l'inferno, 英語題: Five for Hell, または Five Into Hell）は、1969年に公開されたイタリアの戦争映画。出演はジャンニ・ガルコ、マーガレット・リー、クラウス・キンスキー。イタリアの映画批評家のハワード・ヒューズはこの映画を『特攻大作戦』（1967年）の派生映画だと指摘している。

## あらすじ
ジャンニ・ガルコは、敵軍の背後にある別荘からドイツ軍の作戦計画書を盗む指令を与えられていた。この映画はマカロニ・ウエスタン特有の要素を受け継いでいる戦争映画である。

## キャスト
| 役名                   | 俳優                 | 日本語吹替                         |
| 役名                   | 俳優                 | TBS版                              |
| ---------------------- | -------------------- | ---------------------------------- |
| ホフマン中尉           | ジャンニ・ガルコ     | 田中信夫                           |
| ハンス・ミューラー大佐 | クラウス・キンスキー | 青野武                             |
| ヘルガ                 | マーガレット・リー   | 荘司美代子                         |
| マッカーシー軍曹       | サムソン・バーク     | 増岡弘                             |
| アル                   | サル・ボルジェーセ   | 富山敬                             |
| ニック                 | ニック・ジョーダン   | 納谷六朗                           |
| ジョニー               | ルチアーノ・ロッシ   | 矢田稔                             |
|                        |                      |                                    |
| 演出                   | 演出                 | 斯波重治                           |
| 翻訳                   | 翻訳                 | 榎あきら                           |
| 効果                   |                      |                                    |
| 調整                   |                      |                                    |
| 制作                   | 制作                 | オムニバスプロモーション           |
| 解説                   | 解説                 | 荻昌弘                             |
| 初回放送               | 初回放送             | 1972年3月27日 『月曜ロードショー』 |